# Шульман, Владимир Карлович
Владимир Карлович Шульман (Захариас Вольдемар фон Шульман, нем. Zacharias Woldemar von Schulmann; 6 декабря 1812, Санкт-Петербург — 11 марта 1872, там же) — русский морской офицер и художник, пейзажист и маринист.

## Биография

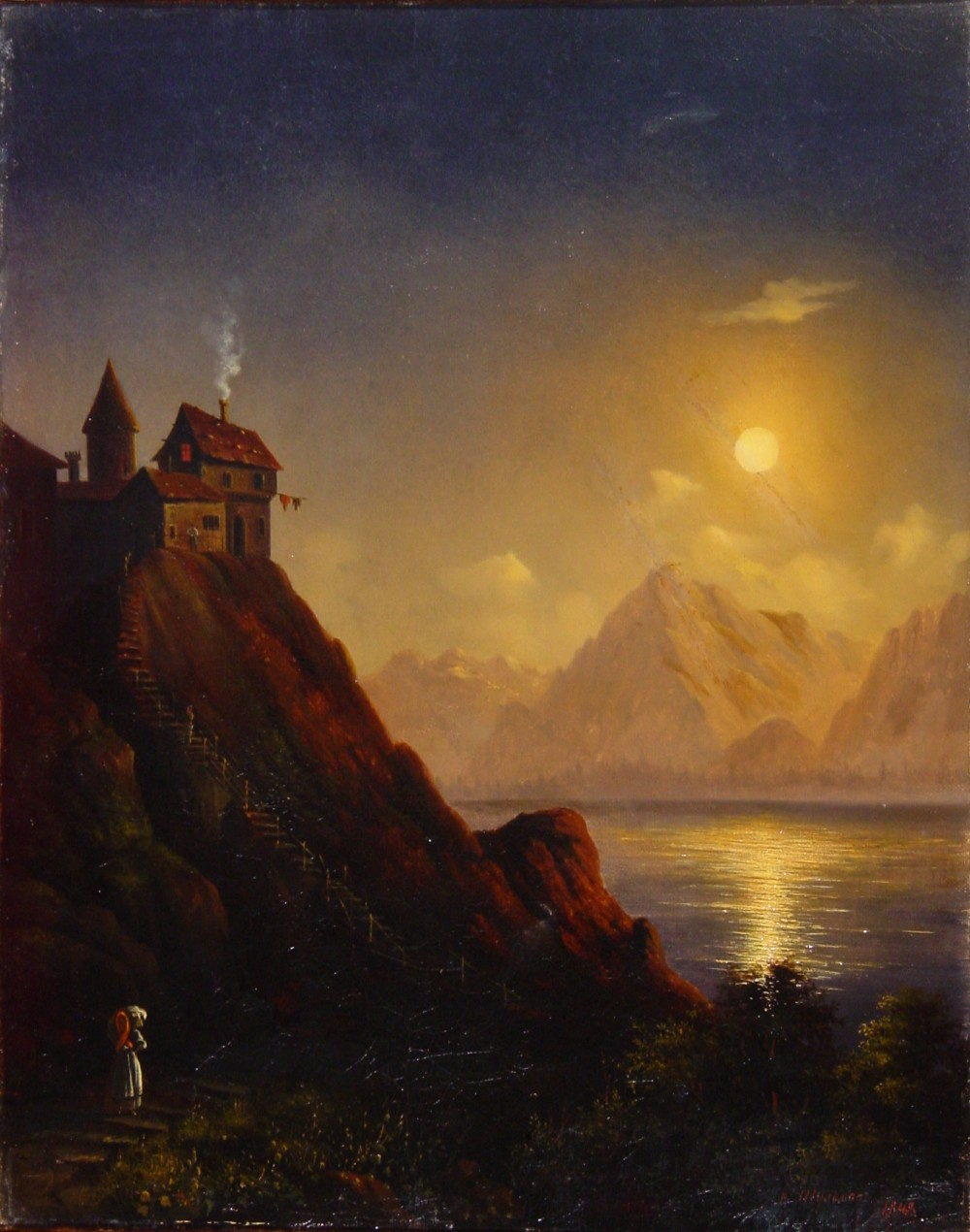
«Озеро в горах» (1849). Государственный музей изобразительных искусств Республики Татарстан.

Родился в 1813 году в семье остзейского немца, лейтенанта флота Карла фон Шульмана (1775—1827) и его супруги Доротеи, урождённой Сукни. Получил образование в Морском кадетском корпусе в Санкт-Петербурге.
В 1840-е годы служил офицером на Каспийской военной флотилии, сначала в Астрахани, а затем на «туркменском берегу» (на базах русского флота Ашур-Ада и Энзели); достиг чина капитан-лейтенанта.
Заинтересовавшись живописью, обучался у ведущего пейзажиста своего времени профессора Императорской академии художеств М. Н. Воробьёва. В 1845 году написал картину, изображающую великого князя Константина Николаевича (в то время — командира корабля «Улисс») на первой вахте, за которую получил от Академии звание художника.
В 1848 году Шульман обратился к Академии с просьбой присвоить ему звания академика по части живописи морских видов, для чего требовалось написать картину на заданную тему (так называемую программу). Академия предложила Шульману тему «Буря на море». Выполненная Шульманом картина на этот сюжет заслужила одобрение современников. По словам дореволюционного критика, картина «была выполнена Шульманом блестяще», в ней в первую очередь «обращает на себя внимание прозрачностью воды и воздуха».
Шульман получил желаемое звание. В дальнейшем он, также по согласованию с Академией, написал «Вид города Алжира при лунном освещении» (1850). Из других картина Шульмана можно отметить живописную работу «Озеро в горах» (1849), которая ныне входит в коллекцию Государственного музея изобразительных искусств Республики Татарстан. Это картина примечательна тем, что была передана первому городскому музею Казани ещё в 1895 году в составе коллекции мецената А. Ф. Лихачёва.
В том же 1850 году был произведён в капитаны 2-го ранга. В 1858 году из капитанов 2-го ранга был переименован в надворные советники и служил на санкт-петербургской таможне.
Скончался Шульман в 1872 году.